# Bocognano
Bocognano är en kommun i departementet Corse-du-Sud på ön Korsika i Frankrike. Kommunen ligger  i kantonen Celavo-Mezzana som tillhör arrondissementet Ajaccio. År 2022 hade Bocognano 393 invånare.

## Befolkningsutveckling
Antalet invånare i kommunen Bocognano
Referens:INSEE

## Galleri

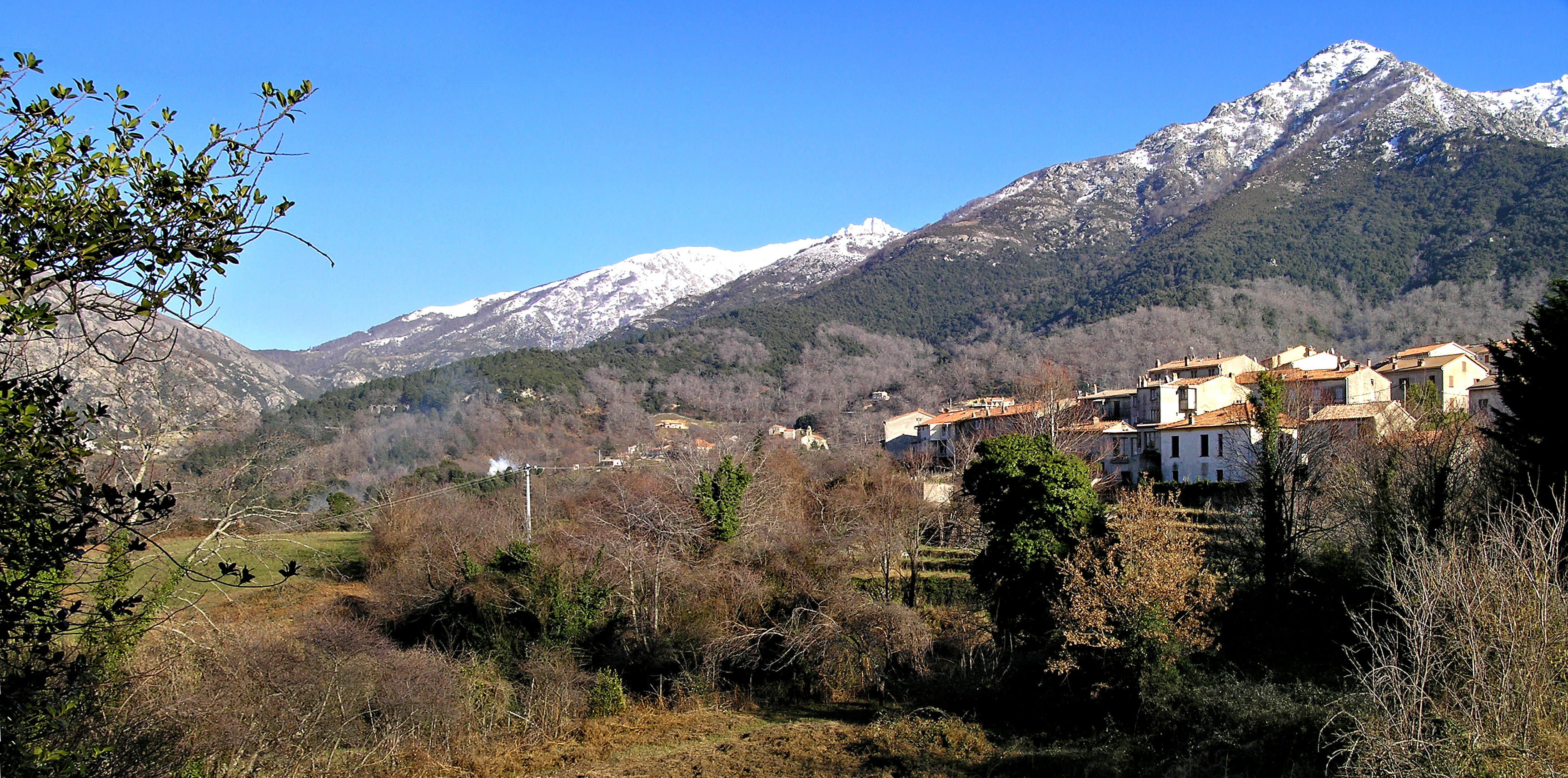
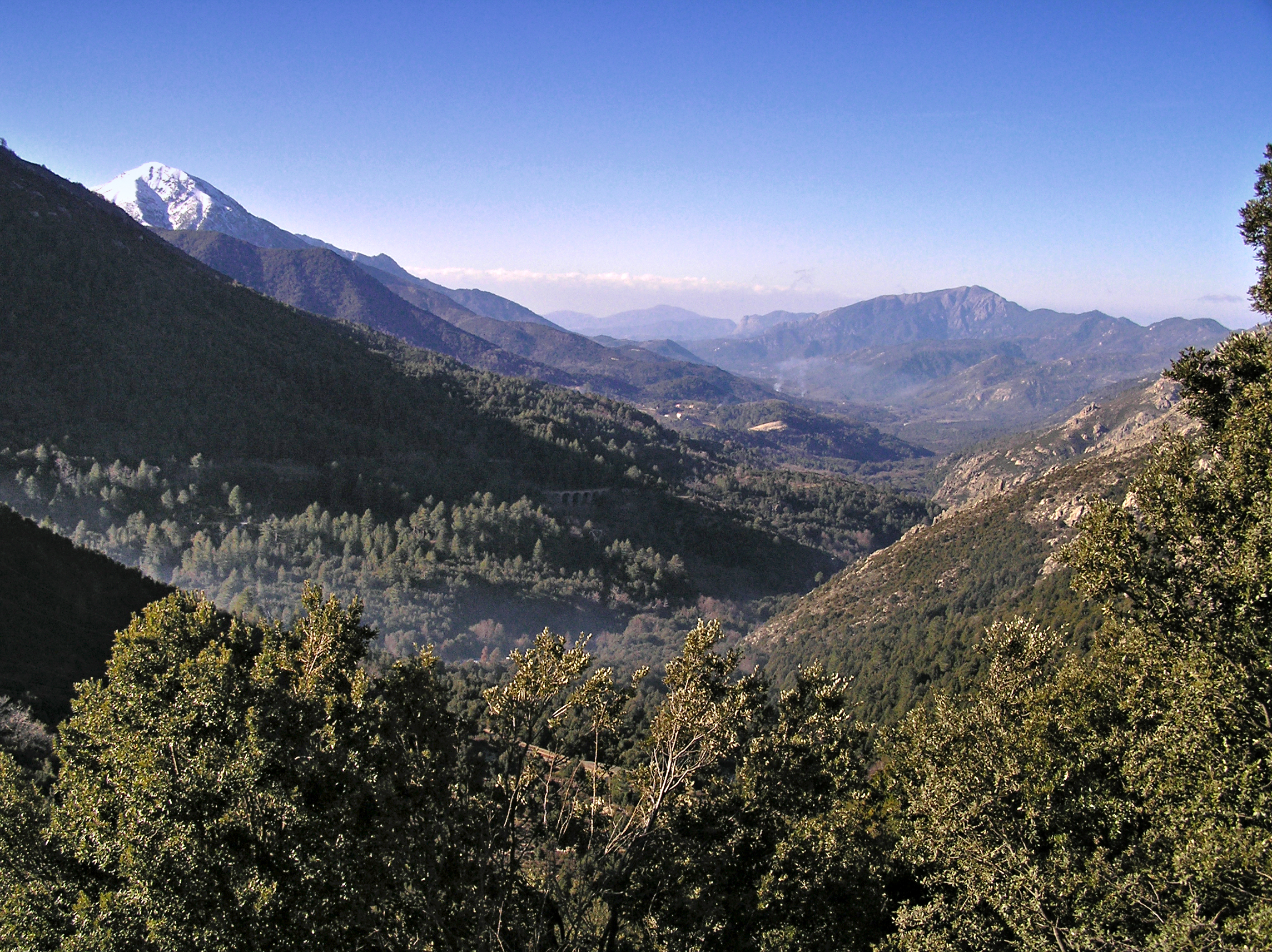
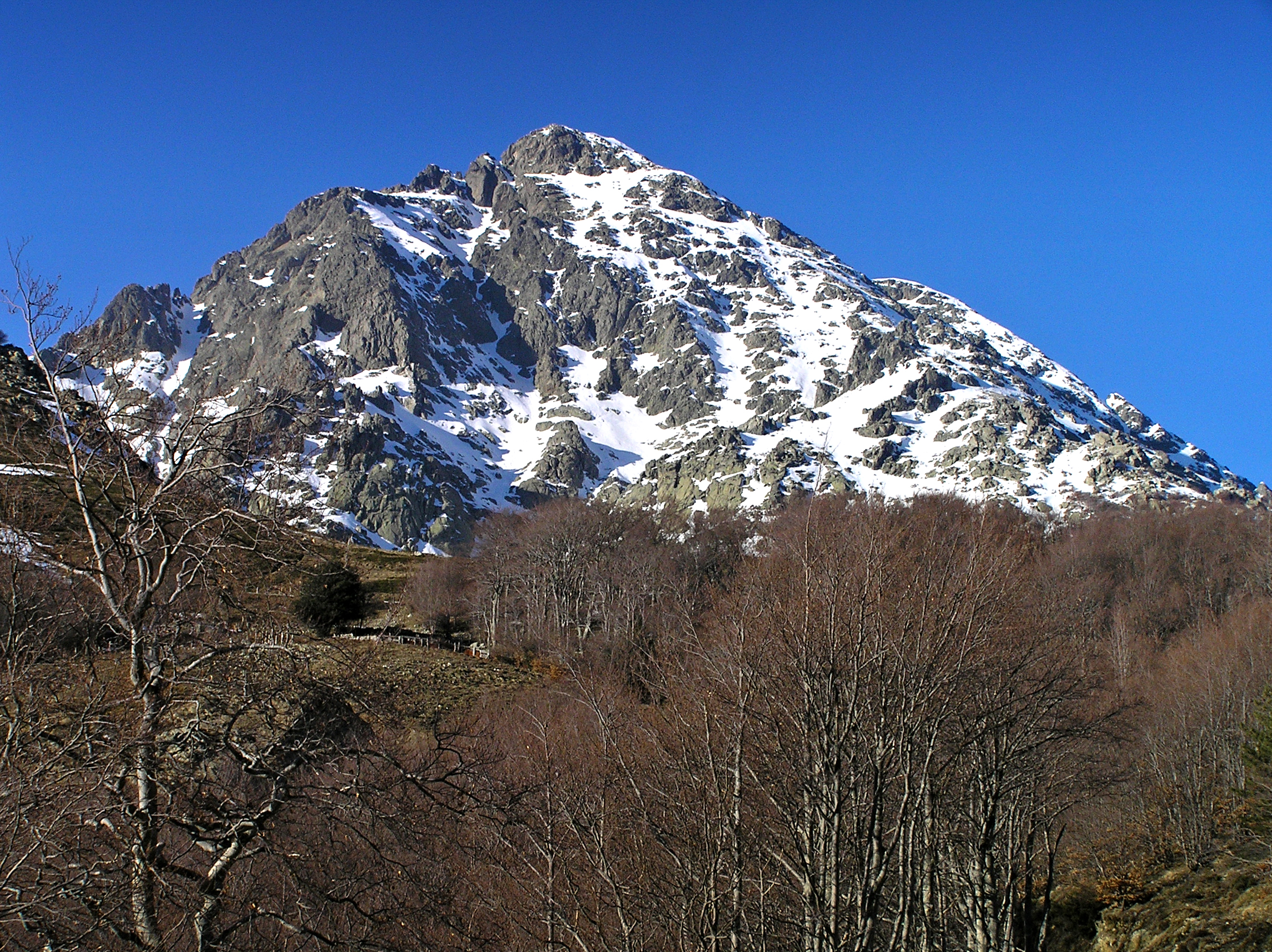
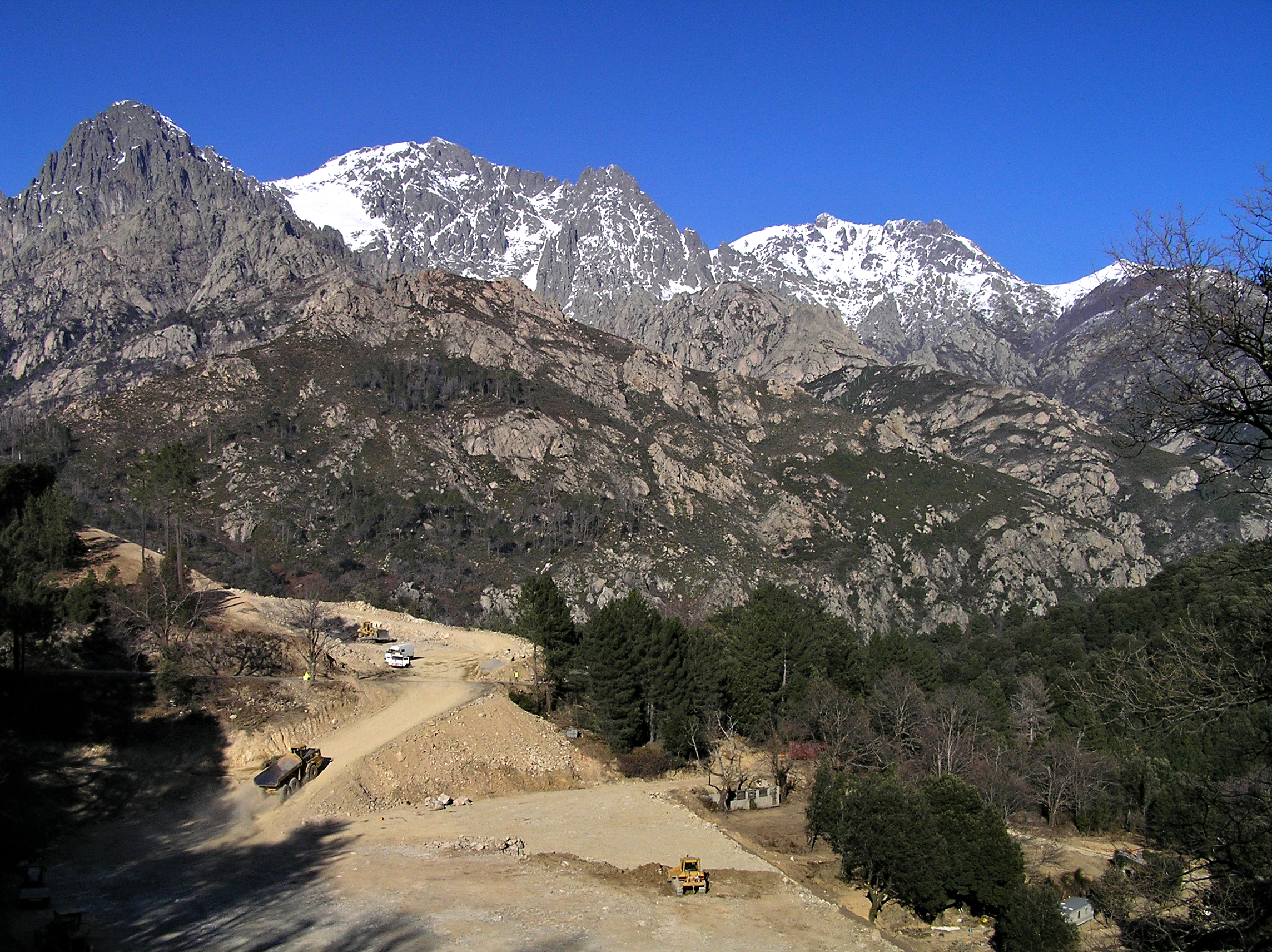
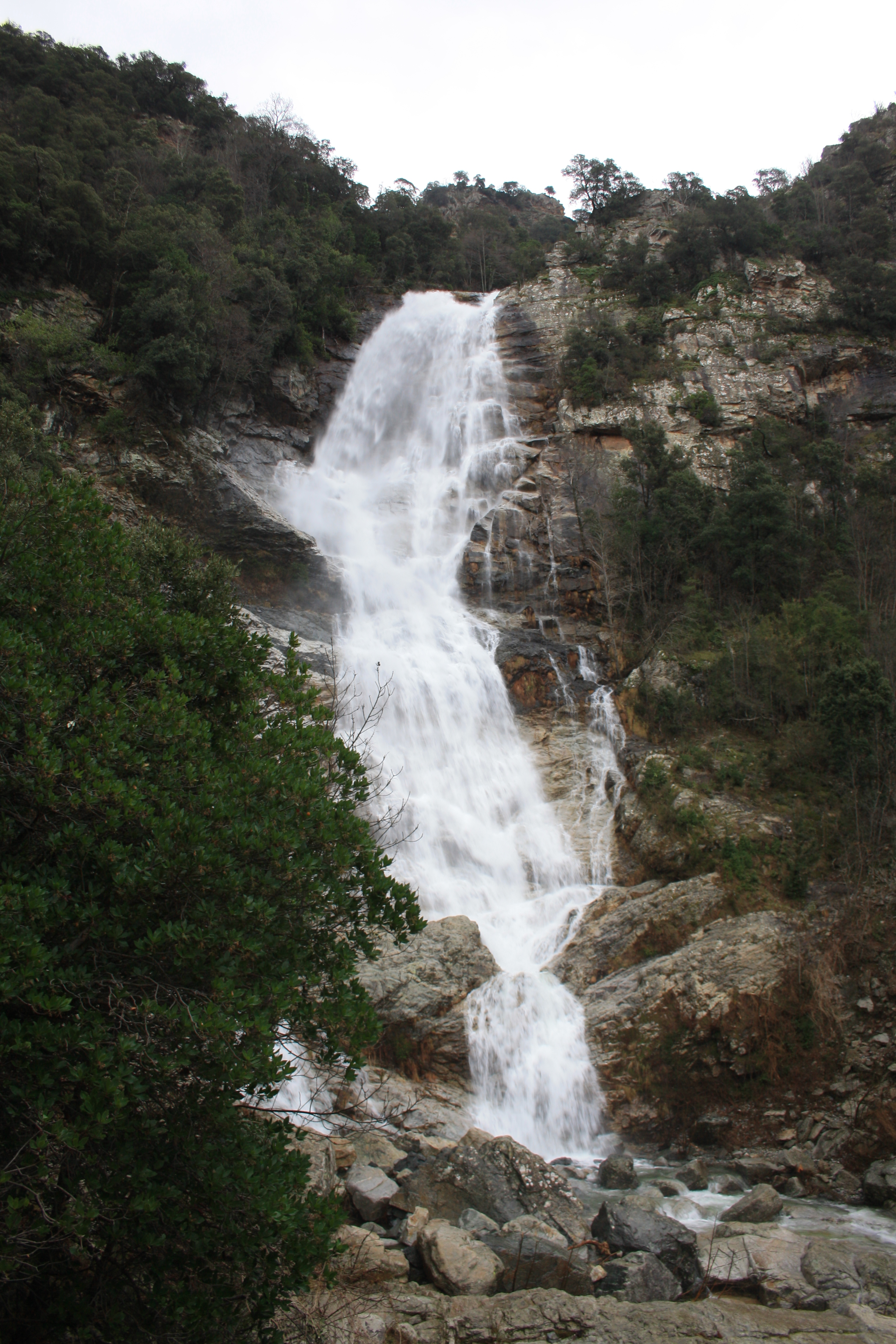
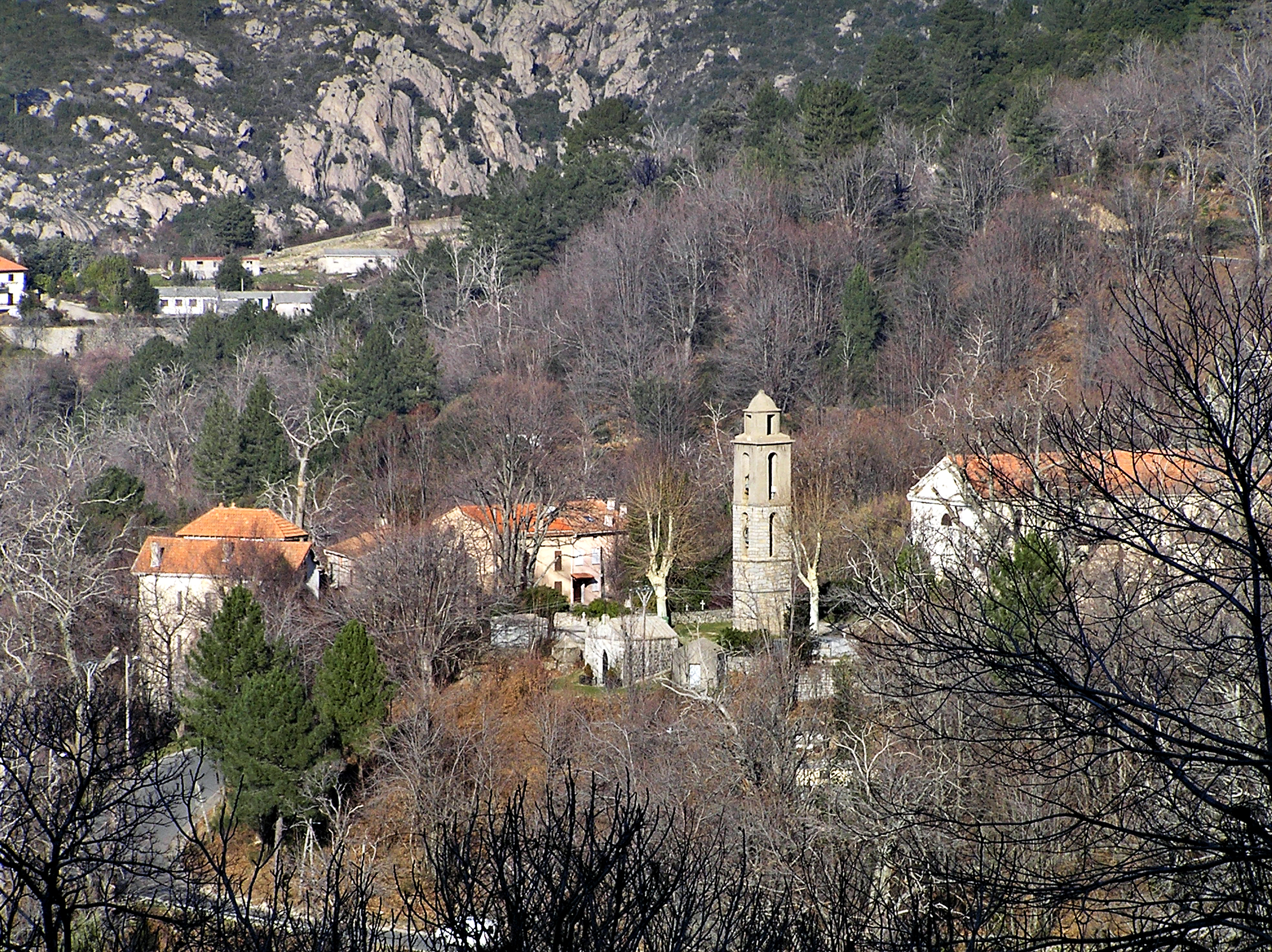